# 4 Devils
4 Devils é um filme de 1928 dirigido por F. W. Murnau.
O filme foi baseado no livro De Fire Djævle, do escritor dinamarquês Herman Bang. Nenhuma cópia do filme é conhecida atualmente, embora o mais importante biógrafo de F. W. Murnau documente a existência de um negativo conservado em um cofre nos arquivos da Fox Film Corporation desse filme que é apontado como uma das grandes obras-primas da época muda do cinema.

## Sinopse
Em um carro do Circo Cecchi vive um palhaço que cuida de duas meninas órfãs, Marion e Louise, como se fossem suas filhas. Numa temporada, uma mulher leva até o diretor do circo os garotos Adolf e Charles, filhos dos acrobatas aéreos Rossy, lendários trapezistas que morreram em cena quando pretendiam executar um salto mortal. O diretor Cecchi pede a ambos que tirem a camisa para serem examinados por ele. Adolf, o mais novo, obedece imediatamente, mas Charles só se submete à força, perante o aviso: "Se você quiser ser um artista, tem de aprender a ser submisso." Logo depois, os garotos são apresentados às meninas e Marion, ao notar a tristeza de Charles, tenta consolá-lo presenteando-lhe com um relógio que lhe fora dado por sua falecida mãe.
Logo se inicia o treinamento das quatro crianças sob a rigorosa supervisão de Cecchi. Num desses treinos, Charles se acidenta em um número com um cavalo. Numa noite, Cecchi chega bêbado e, gritando muito, acorda o palhaço e tenta despertar as crianças. O palhaço o impede e os dois começam a brigar.
Na manhã seguinte, o palhaço abandona o Circo Cecchi e leva as quatro crianças consigo. São dias difíceis, alguns sem ter o que comer. Todavia o palhaço consegue emprego em outros circos enquanto educa as crianças nas artes circenses.
O tempo passa e o palhaço, já muito velho, mal consegue atuar, porém continua apenas para conseguir prover as crianças, agora já convertidas a jovens. Numa apresentação, o palhaço se sente mal e abandona o picadeiro. Marion lhe pede que não atue mais e Charles afirma que, em breve, eles já estarão preparados para substituí-lo no papel de provedor. Nas noites seguintes, enquanto os artistas descansam ou se divertem, o palhaço treina os quatro jovens para executarem um número incrível.

Uma tarde, durante um inverno rigoroso em Paris, o circo apresenta como a grande sensação um salto mortal executado a uma grande altura do chão, próximo à cúpula da lona, pelos Quatro Demônios, o nome artístico dos quatro jovens treinados pelo palhaço. Eles entram no picadeiro de forma arrebatadora com seus trajes rutilantes e cavalgando dois cavalos brancos cada um, de onde são içados pelos trapézios. Durante a apresentação, uma dama da alta sociedade, que aparentava tédio ao se abanar com o programa do espetáculo, sai para jantar acompanhada de dois homens elegantemente vestidos. Depois de uma exibição esplêndida, o palhaço e os Quatro Demônios comemoram com um jantar em um restaurante modesto, onde Charles presenteia Marion com uma rosa, a qual é carinhosamente guardada, mais tarde, em um copo ao lado de sua cama.
Na manhã seguinte, os Quatro Demônios despertam felizes enquanto a dama sonha que Charles balança várias vezes no trapézio em sua direção, até que consegue beijá-la. A dama acorda e pede a seus empregados que parem de fazer as malas, pois não iria mais para a Riviera.
Na apresentação seguinte dos Quatro Demônios, a dama está novamente entre o público. Ao final da exibição, Marion, Louise, Adolf e o palhaço seguem para mesmo restaurante da noite anterior e levam um bolo para celebrar o aniversário de Charles. Como ele não aparece, Adolf sai para procurá-lo e encontra sua cama vazia. Charles estava, nesse momento, na carruagem da dama, indo em direção à casa dela, onde ficam juntos por algumas horas. Charles retorna ao circo de táxi.
A dama passa a comparecer em todas as apresentações dos Quatro Demônios, e sempre lança uma rosa para Charles, as quais, na verdade, são bilhetes que o convidam a se encontrar com ela. Antes de um desses encontros, tarde da noite, Charles aguarda seu irmão dormir para se arrumar, porém Adolf acorda e tenta impedi-lo de sair, dizendo que ele iria acabar destruindo o grupo se continuasse a agir desse jeito. Charles, contudo, não lhe dá ouvido e vai encontrar a dama.
De fato, nos ensaios Charles passou a ficar dispersivo, ansiando por seu término para poder ir ver a dama. Tanta desatenção faz com que ele pela primeira vez caia do trapézio durante a execução do salto mortal. A rede impede uma lesão fatal.
Antes de outra apresentação dos 4 Demônios, Adolf nota um ramalhete de rosas no vestuário que compartilhava com Charles. Era um presente da dama. Adolf, então, alerta Charles para o salto mortal que será executado na noite seguinte sem a rede de segurança. De repente, entra no vestuário o palhaço, que é recebido com palavras bruscas por Charles, nas quais ele diz não ser um acrobata, mas sim um homem com sentimentos, e que sua vida particular era mais importante que sua profissão. Charles acaba brigando com o palhaço e com Adolf, e sai para encontrar-se novamente com a dama, pedindo para que o deixassem em paz.
Marion segue Charles até a casa da dama. Lá não encontra Charles, mas ouve da dama que ele vai abandonar sua carreira para ficar com ela, ao que Marion responde que preferia vê-lo morto. Marion sai e fica aguardando Charles do lado de fora, durante toda uma noite gélida. Ao sair, Charles vê Marion, toma-a nos braços e pede seu perdão para que possam voltar a ser felizes, pois estava decidido a romper com a dama, que tanto lhe atrapalhava em seu trabalho.
No entanto, a dama vai ao circo para encontrar-se com Charles e o convence a ir até a casa dela após o ensaio. Charles diz que naquela noite ele realizará um salto mortal triplo sem rede, ao que a dama pede que ele não lhe negue uma última taça de vinho e um último beijo. Pedido atendido, Charles bebe um pouco demais e não percebe que a dama atrasou os ponteiros do relógio em uma hora e meia. Só se dá conta do horário ao verificar o relógio da cidade olhando pela janela: era a hora de seu espetáculo começar. Charles corre em disparada até o circo e consegue chegar no último instante antes de sua apresentação.

## Os quatro finais diferentes
No fim esboçado no pré-roteiro escrito por F. W. Murnau, Marion lança o trapézio para Charles conforme ensaiado, mas ele, embriagado e confuso, não consegue agarrar a barra e cai. Há um início de pânico no público que assistia ao espetáculo, porém o diretor do circo anuncia que Charles passa bem e que o show deve continuar. Essa versão não chegou a ser filmada.
Em outro fim, Marion crê que ela e Charles devem morrer para evitar que a sedutora dama desonre ambos. Na conclusão do salto mortal triplo sem rede, Charles deveria receber o trapézio que lhe é lançado por Marion. Ela, entretanto, salta junto com o trapézio e Charles, sem ter onde agarrar-se senão o corpo de Marion, acaba abraçando-a, e assim, abraçados, os dois vão ao solo. Um epílogo terminava o filme: "Não existe tragédia sinistra que o tempo, o amor e o sorriso dos jovens não podem superar!" Em seguida, é anunciado que Adolf e Louise, já casados, recomeçam tudo ao lado do palhaço. Essa versão foi exibida na pré-estreia que ocorreu na primeira semana de julho de 1928, nas cidades californianas de Fresno e San José.
Após a pré-estreia, um outro fim foi rodado. Nele Marion, sentindo-se desprezada, cai deliberadamente do trapézio. É dada como morta, mas sobrevive, e confessa seu amor a um Charles arrependido. Essa versão foi apresentada na estreia que ocorreu em 3 de outubro de 1928, em Nova Iorque.
Uma versão semissonora do filme foi lançada em 10 de junho de 1929, em Los Angeles. Nela havia sobreposição de diálogos gravados em estúdio, os quais foram escritos por John Hunter Booth, cuja inclusão obrigou a realização de modificações nos acontecimentos narrativos. Assim, foram contratados A. H. Van Burren e A. F. Erickson, responsáveis pela cenografia, e L. W. O´Connell, pela direção de fotografia. No novo final, Marion consegue falar com Charles depois de segui-lo até a casa da dama. Ele a trata com desprezo e ela vai embora, amargurada. Charles, comovido com a consequência de sua atitude, rompe definitivamente com a dama. Ele, então, parte em disparada para o circo, porém é atropelado por um carro. É conduzido inconsciente a um hospital, onde desperta bem de saúde, a ponto de poder apresentar-se ainda com o salto triplo mortal sem rede. Marion, contudo, que não havia se recuperado do desprezo, cai deliberadamente do trapézio durante uma acrobacia. É dada como morta, mas sobrevive, e confessa seu amor a um Charles arrependido. Essa versão não foi vista por F. W. Murnau que, na época de sua estreia, após uma turbulenta rescisão contratual com a produtora Fox Film Corporation, já estava no Taiti para as filmagens de seu próximo filme, Tabu.

## Elenco
- Charles Morton – Charles adulto
- Janet Gaynor – Marion adulta
- Mary Duncan - dama
- Barry Norton – Adolf adulto
- J. Farrell MacDonald – palhaço que cria e treina os Quatro Demônios
- Nancy Drexel – Louise adulta
- Anders Randolf – Cecchi
- Michael Visaroff – diretor do circo onde atuam os Quatro Demônios
- Jack Parker – Charles garoto
- Anne Shirley – Marion garota
- Philippe De Lacy – Adolf garoto
- Anita Louise – Louise garota
- André Cheron – ajudante de picadeiro
- George Davis – palhaço mesquinho
- Wesley Lake – palhaço velho
- Claire McDowell – mulher